# Puchar Polski (województwo dolnośląskie) w piłce nożnej mężczyzn (2021/2022)
W sezonie 2021/2022 Puchar Polski na szczeblu województwa dolnośląskiego składał się z 2 rund, w których brali udział zwycięzcy 4 okręgowych rozgrywek Pucharu Polski: Jelenia Góra, Legnica, Wałbrzycha i Wrocławia. Rozgrywki miały na celu wyłonienie zdobywcy wojewódzkiego Pucharu Polski i uczestnictwo na szczeblu centralnym Pucharu Polski w sezonie 2022/2023.

## Drużyny
| III liga                                                                            | IV liga                                                                                    |
| ----------------------------------------------------------------------------------- | ------------------------------------------------------------------------------------------ |
| - Ślęza Wrocław – zwycięzca OPP Wrocław - Zagłębie II Lubin – zwycięzca OPP Legnica | - Lechia Dzierżoniów – zwycięzca OPP Wałbrzych - Łużyce Lubań – zwycięzca OPP Jelenia Góra |

## 1/2 finału
Losowanie par półfinałowych odbyło się 21 kwietnia 2022 roku, natomiast mecze rozegrano 18 maja tegoż roku.
| 18 maja 2022 | Ślęza Wrocław                                                                                | 4:0   | Zagłębie II Lubin |  |
| 16:00        | 9' Robert Pisarczuk · 39' Mikołaj Wawrzyniak · 48' Gabriel Dornellas · 78' Dominik Krukowski | (2:0) |                   |  |

| 18 maja 2022 | Łużyce Lubań                           | 2:6   | Lechia Dzierżoniów                                                                       |  |
| 17:30        | 7' Denis Wadziński · 58' Łukasz Staroń | (1:4) | 4', 89' Michał Ciarkowski · 10', 30' Élton · 41' Kamil Sadowski · 90' Marek Korzeniowski |  |

## Finał
Finał rozegrany został 31 maja w Pieszycach. W nim Lechia Dzierżoniów pokonała Ślęzę Wrocław zdobywając Regionalny Puchar Polski oraz awansując do I rundy rozgrywek centralnych w sezonie 2022/23.
| 31 maja 2022 | Lechia Dzierżoniów                       | 2:0   | Ślęza Wrocław |                              |
| 17:00        | 57' Kamil Sadowski · 78' Marcin Orłowski | (0:0) |               | Stadion Miejski w Pieszycach |